# Mamie Van Doren
Mamie Van Doren (/ˈmeɪmi_væn_ˈdɔːrən/; născută Joan Lucille Olander; n. 6 februarie 1931, Rowena⁠(d), Comitatul Minnehaha, Dakota de Sud, SUA) este o actriță, cântăreață, model și sex simbol american care a devenit faimoasă în anii 1950 și 1960. A fost o bombshell blondă și una dintre cele „Trei M”, alături de Marilyn Monroe și Jayne Mansfield, care erau prietene și contemporane. În 1953, Van Doren, pe atunci numită Joan Lucille Olander, a semnat un contract de șapte ani cu Universal, care spera ca ea să fie o versiune de Marilyn Monroe a studioului. În perioada petrecută la Universal, a jucat în drame pentru adolescenți, filme de exploatare, musicaluri și comedii, printre alte genuri. A fost căsătorită de cinci ori și a avut relații intime cu mulți alți actori de la Hollywood. Ea a fost unul dintre principalele sex simboluri ale anilor 1950.

## Biografie
Van Doren s-a născut și a crescut în Rowena, Dakota de Sud, dar părinții ei s-au mutat în Sioux City, Iowa, și în cele din urmă în Los Angeles, California, în 1942, înainte de a se căsători cu Jack Newman. În 1949, la vârsta de optsprezece ani, a câștigat Miss Palm Springs și Miss Eight Ball. În rolul Miss Eight Ball, a fost descoperită de producătorul de film Howard Hughes, care a distribuit-o în filmele RKO His Kind of Woman (1951), Two Tickets to Broadway (1951) și Jet Pilot (1957) în roluri secundare, 1950 se întâlnea cu boxerul de greutate grea Jack Dempsey în New York și era logodită cu el. Cu toate acestea, a părăsit-o pentru a se întoarce la Los Angeles. Pe 20 ianuarie 1953, Van Doren a semnat un contract cu Universal, care dorea ca Van Doren să fie echivalentul lor cu Marilyn Monroe. În perioada petrecută la Universal, și-a schimbat numele în Mamie Van Doren. Partea „Van Doren” s-a datorat faptului că Universal i-a spus că este mai mult olandeză decât suedeză, iar partea „Mamie” a fost datorată primei doamne de atunci, Mamie Eisenhower.
În perioada petrecută la Universal, Van Doren a jucat în filme ca The Second Greatest Sex (1955), Running Wild (1955) și The All American (1953). În afara lui Universal, a jucat în Untamed Youth (1957), Teacher's Pet (1958), High School Confidential! (1958), Born Reckless (1958), The Beat Generation (1959) și Sex Kittens Go To College (1960). A apărut în emisiuni de televiziune precum What's My Line?, The Jack Benny Program și The Bob Cummings Show. După ce Universal nu și-a reînnoit contractul în 1959, Van Doren s-a străduit să-și găsească de lucru ca agent liber. A jucat în multe filme B, precum Voyage to the Planet of Prehistoric Women (1968), The Las Vegas Hillbillys (1966) cu Jayne Mansfield și, mai ales, 3 Nuts in Search of a Bolt (1964) cu Tommy Noonan. Van Doren refuzase anterior oferta lui Noonan de a juca în Promises! Promises! (1963), și a fost înlocuit. Cu toate acestea, ea a jucat rolul Saxie Symbol în 3 Nuts in Search of a Bolt, despre care Van Doren susține că a fost inspirat de succesul Promises! Promises! Acest film a sfidat Codul Hays și, în același an, a apărut în revista Playboy în iunie 1964, cu fotografii nud cu ea pe platoul filmului.
Van Doren a călătorit în Vietnam în timpul Războiului pentru a distra trupele în anii 1970, în parte din cauza morții prietenilor ei Jayne Mansfield și Marilyn Monroe, Van Doren a decis să se retragă din actorie. Îi era greu să-și găsească de lucru, deoarece imaginea unei bombe blonde îi era jenantă. În 1987, Van Doren și-a publicat autobiografia, Playing the Field: My Story. La 1 februarie 1994, Van Doren și-a primit steaua pe Hollywood Walk of Fame. În 1998, Van Doren și-a creat site-ul web în care s-a descris ca fiind „prima pisicuță adevărată din spațiul cibernetic”. Pe site-ul ei, a pozat nud în fotografii și videoclipuri, a povestit și a scris multe actualizări despre viața ei. Și-a continuat site-ul web până când s-a închis în anii 2010. În 2022, Van Doren și-a publicat cea mai recentă carte, China & Me, și a început recent să scrie o a treia autobiografie, Secrets of the Goddess.

## Filmografie
- Footlight Varieties (1951)
- His Kind of Woman (1951)
- Two Tickets to Broadway (1951)
- Forbidden (1953)
- The All American (1953)
- Hawaiian Nights (1954)
- Yankee Pasha (1954)
- Francis Joins the WACS (1954)
- Ain't Misbehavin' (1955)
- The Second Greatest Sex (1955)
- Running Wild (1955)
- Star in the Dust (1956)
- Untamed Youth (1957)
- The Girl in Black Stockings (1957)
- Jet Pilot (1957)
- Teacher's Pet (1958)
- High School Confidential (1958)
- Born Reckless (1958)
- Guns, Girls, and Gangsters (1959)
- The Beat Generation (1959)
- The Beautiful Legs of Sabrina (1959)

- The Big Operator (1959)
- Girls Town (1959)
- Vice Raid (1960)
- College Confidential (1960)
- Sex Kittens Go to College (1960)
- The Private Lives of Adam and Eve (1960)
- The Blonde from Buenos Aires (1961)
- The Candidate (1964)
- Freddy in the Wild West (1964)
- 3 Nuts in Search of a Bolt (1964)
- The Las Vegas Hillbillys (1966)
- The Navy vs. the Night Monsters (1966)
- You've Got to Be Smart (1967)
- Voyage to the Planet of Prehistoric Women (1968)
- The Arizona Kid (1970)
- That Girl from Boston (1975)
- Free Ride (1986)
- The Vegas Connection (1999)
- Slackers (2002)
- The American Tetralogy (2012)

## Discografie

### Albume
| An   | Album                                                            | Format    | Casa de discuri   |
| ---- | ---------------------------------------------------------------- | --------- | ----------------- |
| 1957 | Untamed Youth                                                    | EP        | Prep Records      |
| 1976 | Mamie – As in Mamie Van Doren                                    | LP        | Churchill Records |
| 1986 | The Girl Who Invented Rock 'n' Roll                              | LP        | Rhino Records     |
| 1997 | The Girl Who Invented Rock 'n' Roll                              | CD        | Marginal Records  |
| 2011 | Still a Troublemaker                                             | CD/iTunes | Ferguson Records  |
| 2017 | Ooh Ba La Baby: Her Exciting Rock N' Roll Recordings (1956–1959) | CD        | Hoodoo Records    |

### Single-uri
| An   | Album                                                                     | Format     | Casa de discuri      |
| ---- | ------------------------------------------------------------------------- | ---------- | -------------------- |
| 1957 | Salamander/Go, Go, Calypso!                                               | 45 rpm     | Prep Records         |
|      | Something to Dream About/I Fell in Love                                   | 45 rpm     | Capitol Records      |
| 1958 | Nobody but You/A Lifetime of Love                                         | 45 rpm     | Dot Records          |
|      | Don't Fool Around, Sabrina (Be Mine, Be Mine, Be Mine)/Fashion for Ladies | 45 rpm     | RCA Records (Italia) |
| 1959 | The Beat Generation/I'm Grateful                                          | 45 rpm     | Dot Records          |
| 1964 | Bikini with No Top on the Top (cu June Wilkinson)/So What Else Is New     | 45 rpm     | Jubilee Records      |
| 1967 | Cabaret/The Boy Catcher's Theme                                           | 45 rpm     | Audio Fidelity       |
| 1984 | State of Turmoil                                                          | 12" Single | Corner Stone Records |
| 1986 | Young Dudes/Queen of Pleasure                                             | 12" Single | Rhino Records        |